# Курозвенцкий, Станислав
Станислав Курозвенцкий (пол. Stanisław Kurozwęcki, 1440—1482) — польский государственный деятель, секретарь королевский, подканцлер коронный (1476—1479), канцлер великий коронный (1479—1482).

## Биография
Представитель польского шляхетского рода Курозвенцких герба «Порай». Сын каштеляна вислицкого и старосты люблинского Кшеслава Курозвенцкого (ум. 1459) от брака с Евой Черной. Братья — канцлер великий коронный Кшеслав Курозвецкий (1440—1503), подскарбий великий коронный Пётр Курозвенцкий (ум. 1499), воевода люблинский Добеслав Курозвецкий (ум. 1494/1496) и воевода люблинский Николай Курозвенцкий (ум. 1507).
Получил образование в Краковской Академии. В 1461 году стал каноником краковским, с 1468 года — секретарь королевский, с 1471 года — первый секретарь королевский.
Станислав Курозвенцкий принимал участие в ряде дипломатических миссий. В 1476 году он получил должность подканцлера коронного, а в 1479 года стал канцлером великим коронным. Он также был каноником келецким и гнезненским.